# 张显庸
张显庸（？—？），本名显祖（显庸为明神宗所赐），字九功，正一道龙虎宗第五十一代天师。
著有《三教同途论》、《金丹辩惑》、《浴梧诗集》。
| 前任： 张国祥 | 张天师 | 继任： 张应京 |